# Сатерленд, Эдвин
Э́двин Са́терленд (англ. Edwin Hardin Sutherland; 13 августа 1883, Гиббон, Небраска — 11 октября 1950, Блумингтон, Индиана) — американский социолог. Признан одним из крупнейших американских криминологов XX века. Иногда его фамилия на русский передаётся как Сазерленд.

## Биография
Эдвин Сатерленд родился в Гиббоне (Небраска), рос и учился в Оттаве (Канзас) и Гранд-Айленде (Небраска).
Окончил колледж Гранд-Айленда (Grand Island College) в 1904 году, после чего около двух лет преподавал латынь, греческий, историю и стенографию в колледже Со Фолс (англ. University of Sioux Falls), в Южной Дакоте.
В 1906 году он поступает в аспирантуру Чикагского университета, и в 1913 году получил там учёную степень доктора философии в области социологии (Ph.D. in sociology), так как сменил направление с истории на социологию.
Обратившись к социологическим и деонтологическим исследованиям, проводившимся в Чикагском университете, оказался под влиянием Чикагской школы социологии, использующей экологический подход к изучению причин преступности и отклоняющегося поведения.
С 1913 по 1919 годы был профессором социологии в колледже Уильяма Джевелла (William Jewell College) (Миссури); затем перешёл на должность доцента социологии в университете Иллинойса, где преподавал по 1925 год.
В 1926-1929 годах он работает в университете Миннесоты, сосредоточившись на изучении социальных причин и предупреждения преступлений. Здесь он приобретает репутацию одного из ведущих криминологов страны.
В 1930 году Сатерленд принял предложение занять профессорскую должность в Чикагском университете, а в 1935 году соглашается возглавить факультет социологии университета Индианы в Блумингтоне, где пробыл деканом по 1949 год.
Эдвин Сатерленд активно участвовал в деятельности Американского социологического общества (англ. American Sociological Society) (избран его президентом в 1939 году), Ассоциации социологических исследований (англ. Sociological Research Association) (возглавил её в 1940 году), Американской ассоциации по вопросам тюрем, Чикагской криминологической ассоциации и других научных объединений.

## Научная деятельность
Эдвин Сатерленд известен как автор учебника криминологии 1924 года (Criminology), написанного с позиций не уголовного права, а социологии — одного из первых в США фундаментальных трудов в этой области, оказавшего заметное влияние на развитие криминологии в целом.
В виду существенных исправлений и дополнений третье и многочисленные последующие издания книги осуществлялись под новым названием «Принципы криминологии» (Principles of criminology). С пятого издания она выходила в США и Европе как совместный труд Сатерленда и его ученика профессора Дональда Рея Кресси, не теряя своё значение.
Сатерленд выступал против юридических определений и границ в криминологии (социологии преступности) и понятие преступления формулировал так:

«Преступление является симптомом социальной дезорганизации и, возможно, может быть устранено лишь в результате изменений в области социальной организации».
Сатерленд — автор теории «дифференциальной ассоциации», в основе которой лежит положение о том, что преступность является результатом многообразных дифференцированных связей и контактов, обучения личности противоправному поведению в социальных микрогруппах (в семье, на улице, в трудовых коллективах и т. п.). Его идея «дурной компании» прекрасно объясняла почему в механизме преступного поведения решающую роль играет подражание, преступное обучение, восприятие индивидом у социальной среды, в которой он находился, криминально окрашенных знаний, умений, привычек.
В 1940 годах Сатерленд в одной из своих статей выдвинул концепцию респектабельного «преступника в белом воротничке», обладающего высоким социальным статусом. Согласно ей многие так называемые «белые воротнички» (англ. white collar : состоятельные люди — дельцы, политики, чиновники) совершают противоправные действия, причиняющие обществу неизмеримо больший ущерб, чем обычные преступники из низших слоёв общества («уголовники»). К тому же, преступления этой редко судимой части общества часто остаются безнаказанными.
Сатерленд призвал включить их в предмет исследований криминологов и вести с ними не менее интенсивную борьбу, чем с общеуголовными преступлениями. Эта концепция Сатерленда, развитая им в книге «Преступность белых воротничков» (1949), положила начало целому направлению в криминологии, а экономическую преступность до сих пор именуют беловоротничковой.